# Gál János (erdőmérnök, 1928–2001)
Gál János (Hont, 1928. november 8. – Sopron, 2001. október 11.) magyar erdőmérnök, egyetemi tanár.

## Élete
Paraszti családban született; iskolai tanulmányait Ipolyságon és Balassagyarmaton végezte. 1948-ban érettségizett; egyetemi tanulmányait még ugyanabban az évben kezdte meg a Magyar Agrártudományi Egyetem Erdőgazdáság-tudományi Karán, ahol 1952-ben szerzett erdőmérnöki diplomát. 1954 és 1957 között a Szovjetunióban, Harkovban volt ösztöndíjas a Dokucsájev Egyetemen. Kandidátusi címét is ott szerezte meg, 1957-ben, a Fásítási feladatok az öntözött területen (Tiszalöki öntöző-rendszer) című tanulmányával. 1965-ben a Mezővédő erdősávok hatásának komplex vizsgálata című értekezésével mezőgazdasági (erdészeti) tudományos doktori címet szerzett.
1957 és 1962 között az Erdészeti és Faipari Egyetem Erdőtelepítés és Fásítástani Tanszékének tanszékvezető docense, majd 1962 és 1983 között egyetemi tanára volt. 1983 és 1990 között az Erdőműveléstani Tanszéken tevékenykedett, tanszékvezető egyetemi tanárként. Ezen időszak alatt szinte végig egyetemi szintű vezetői beosztásokat is betöltött: az intézménynek előbb igazgatóhelyettese (1957–1959), majd igazgatója (1959–1962), 1962–1966 közt rektora, a következő 3 évben rektorhelyettese, majd (1969–1972, illetve 1981–1989 között) ismét rektora volt.

## Családja
Felesége Csitári Margit matematika-fizika szakos tanár. Fia ifjabb Gál János (1956) erdőmérnök.

## Díjai, elismerései
- Főiskolai Tanulmányi Arany Érdemérem
- Szocialista Munkáért Érdemérem
- Oktatásügy Kiváló Dolgozója
- Eötvös Loránd-díj (1980)
- Magyar Népköztársaság Csillagrendje (1989)